# Reinhart Ahlrichs
Reinhart Ahlrichs (Göttingen, 16 de janeiro de 1940 – Heidelberg, 12 de outubro de 2016) foi um químico teórico alemão.

## Vida
Ahlrichs estudou física na Universidade de Munique e na Universidade de Göttingen, onde obteve em 1965 seu diploma, e em 1968 um doutorado, orientado por Werner A. Bingel.
De 1968 a 1969 foi Wissenschaftlicher Mitarbeiter e depois assistente de Werner Kutzelnigg na Universidade de Göttingen.
Como pós-doutorando (Postdoctoral Fellow) de Clemens Roothaan, trabalhou de 1969 a 1970 na Universidade de Chicago.
Após algum tempo como wissenschaftlicher Mitarbeiter de 1970 a 1975 em Karlsruhe, foi desde 1975 professor de química teórica no Instituto de Tecnologia de Karlsruhe.

## Condecorações
- Medalha Liebig 2000
- Medalha Bunsen 2000
- Doutor honoris causa da Universidade Humboldt de Berlim 2015

## Membro de academias científicas
- International Academy of Quantum Molecular Science (desde 1992)
- Academia de Ciências de Heidelberg (membro ordinário desde 1991)
- Academia de Ciências de Göttingen (desde 2008)